# فرودگاه لئون
فرودگاه لئون (به انگلیسی: León Airport) (به زبان بومی: Aeropuerto de León) یک فرودگاه همگانی با کد یاتا LEN است که یک باند فرود آسفالت دارد و طول باند آن ۳۰۰۰ متر است. این فرودگاه در شهر لئون (اسپانیا) کشور اسپانیا قرار دارد و در ارتفاع ۹۱۶ متری از سطح دریا واقع شده است.

## شرکت‌های هواپیمایی و مقصدهای پروازی
| شرکت‌های هواپیمایی                    | مقصدهای پروازی   |
| ------------------------------------ | ---------------- |
| ایبریا ایرلاین اجرا توسط ایر نوستروم | بارسلونا-ال پرات |